# Les Illes (el Brull)
Les Illes és una masia del Brull (Osona) protegida com a Bé Cultural d'Interès Local.

## Descripció
Casa senzilla, de planta rectangular, amb dos cossos afegits a llevant i a ponent. Té la coberta a dues vessants i consta de planta baixa i un sol pis a sota teulada. La façana principal és a la cara sud, on es pot veure un pou afegit. Els dos coberts dels extrems presenten la teulada d'una sola vessant. El seu estat de conservació és precari, tot i que és habitada esporàdicament. Els materials bàsics són la pedra unida amb argamassa, la teula i la fusta dels embigats i llindes d'algunes de les poques obertures que presenta.

## Història
Tenim constància històrica de les Illes ja al segle xiii, amb anterioritat del 1270. La construcció actual possiblement dati del segle xviii, amb diverses reformes i afegits fets al llarg del XIX i del xx. El seu estat d'abandonament gairebé total ha accelerat el procés de degradació. Darrerament s'han fet poques reformes d'escassa importància, emprant materials moderns que desllueixen un conjunt que ja de per si no és excessivament bell.
La seva proximitat de la carretera que condueix al Brull és l'única salvació possible ara per ara.